# Jaak Van den Bergh
Jacobus Josephus (Jaak) Van den Bergh (Aalst, 9 juli 1868 - aldaar, 30 januari 1925) was een Belgisch politicus voor de Katholieke Partij. Hij was waarnemend burgemeester van Aalst.

## Levensloop
Van den Bergh werd tijdens de gemeenteraadsverkiezingen van 1911  bij de werkgevers verkozen tot gemeenteraadslid van Aalst.
Na het begin van de Eerste Wereldoorlog waren zowel burgemeester Leo Gheeraerdts als eerste schepen Felix De Hert niet in Aalst. Daarop werd gemeenteraadslid Van den Bergh opgevorderd om waarnemend burgemeester te worden.